# Suwannee
Se även Swanee (sång).

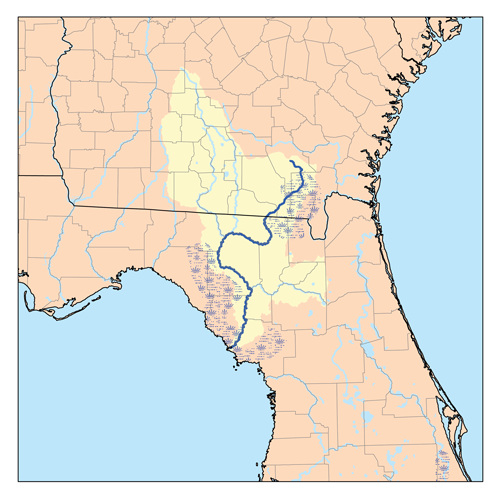
Karta över Suwanee och avrinningsområdet (gult).

Suwannee, även Suwanee, är en 426 km lång flod i sydöstra USA som mynnar i Mexikanska golfen. Floden börjar i träsket Okefenokee i Georgia och rinner ut i golfen på Florida nordvästra kust.